# Resolució 656 del Consell de Seguretat de les Nacions Unides
La Resolució 656 del Consell de Seguretat de les Nacions Unides, fou adoptada per unanimitat el 8 de juny de 1990 després de recordar la Resolució 654 (1990) i revisar un informe del Secretari General de les Nacions Unides, el Consell va decidir ampliar les tasques de supervisió de l'alto el foc, desmobilitzant i separant els Contras i altres forces de la resistència a Nicaragua fins al 29 de juny de 1990.
La resolució va instar a totes les parts implicades a mantenir i augmentar la velocitat de la desmobilització per tal que es pogués completar el 29 de juny de 1990. També va demanar al Secretari General que informés al Consell per aquesta data. El 29 de juny, el Secretari General va informar al Consell que la desmobilització s'havia completat el dia anterior i que el Grup d'Observadors de les Nacions Unides a Centreamèrica havia ajudat en el conflicte a Nicaragua.